# Microregione di Aragarças
Aragarças è una microregione dello Stato del Goiás in Brasile, appartenente alla mesoregione di Noroeste Goiano.

## Comuni
Comprende 7 municipi:
- Aragarças
- Arenópolis
- Baliza
- Bom Jardim de Goiás
- Diorama
- Montes Claros de Goiás
- Piranhas